# Подгорный, Иван Дмитриевич
Иван Дмитриевич Подгорный (29 марта 1914 — 11 ноября 1996) — советский военачальник, генерал-полковник авиации (1956).

## Биография
Родился в 1914 году в Таганроге области Войска Донского.

### Начало службы
В мае 1931 года был призван в РККА, тогда же вступил в ВКП(б), в 1931 году окончил Ленинградскую школу переподготовки командиров запаса, в 1932 году — 11-ю Луганскую военную школу пилотов. Служил в ВВС Кавказской Краснознамённой армии: с октября 1932 года — пилот 2-й истребительной эскадрильи, с января 1934 года — командир звена, вр. и.д. командира авиационного отряда, вр. и.д. командира эскадрильи, лётчик-инспектор по технике пилотирования и теории полета авиации в 119-й авиационной эскадрильи. В 1936 году проходил сборы лётчиков-инструкторов при 1-й военной школе летчиков им. А. Ф. Мясникова (Кача). В апреле 1938 года был назначен лётчиком-инспектором по технике пилотирования и теории полета управления 60-й истребительной авиационной бригады Закавказского военного округа (ЗакВО). В мае 1939 года капитан И. Д. Подгорный становится командиром истребительной эскадрильи в составе ВВС 1-й армейской группы, участвовал в боях на Халхин-Голе, где он лично совершил 83 боевых вылета. После окончания боёв, с 1939 года — командир 36-го истребительного авиационного полка 27-й истребительной авиационной дивизии ЗакВО. С октября 1940 года — командир 46-го истребительного авиационного полка (иап) 14-й смешанной авиационной дивизии (сад) Киевского особого военного округа (КОВО). Перед войной заочно поступил в Военную академию командно-штурманского состава ВВС (окончил в 1941 году, уже в ходе войны). На 22 июня 1941 года 46-й иап имел в своем составе 56 самолётов И-153 и И-16 (в том числе 10 неисправных), базировался в Дубно, на аэродроме Млынов.

### Великая Отечественная война
Перед началом Великой Отечественной войны майор Подгорный уехал в Монино на сборы слушателей-заочников Военной академии ВВС, в его отсутствие полком временно командовал заместитель — капитан И. И. Гейбо. В ночь на 22 июня 1941 года Подгорный позвонил заместителю и приказал объявить боевую тревогу. 46-й иап вступил в бой в 4 часа утра 22 июня 1941 года, сбивая немецкие бомбардировщики, нарушавшие границу. В 4:25 утра (или 4:55) командир звена полка старший лейтенант И. И. Иванов таранил немецкий бомбардировщик — это был первый таран в Великой Отечественной войне. Подгорный прибыл в полк в 10:00 и сразу же приступил к руководству полком, пытался установить отсутствовавшую связь с дивизией. К 14:00 бои разгорелись в воздухе над Дубно, в первый день войны лётчики полка совершили по 7—8 боевых вылетов, ими было сбито 15 самолётов противника, но и сами они понесли потери. Затем 46-й иап в составе 14-й сад ВВС Юго-Западного фронта участвовал в приграничном сражении на Западной Украине, вылетал на перехват бомбардировщиков и на прикрытие штурмовиков в районе Луцк—Дубно—Ровно.
13 июля 1941 года 46-й иап был отведён на переформирование в Ростов-на-Дону, получил истребители ЛаГГ-3. В августе 1941 года недолго входил в состав 6-го истребительного авиационного корпуса ПВО Московской зоны ПВО, в том же месяце был переведён в состав 8-й смешанной авиационной дивизии (15 августа 1941 года переформирована в 8-ю истребительную авиационную дивизию) на Ленинградский фронт, участвовал в боях в районе Новгорода, Гатчины и других.
26 сентября 1941 года 46-й иап был подчинён 7-му истребительному авиационному корпусу ПВО, защищавшему небо Ленинграда, базировался на Комендантском аэродроме.
В октябре 1941 года 46-й иап был передан во 2-ю смешанную авиационную дивизию Ленинградского фронта, участвовал в боях под Ленинградом до конца 1941 года, затем выведен в резерв.
После переформирования, в мае 1942 года 46-й иап был включён в состав новой 235-й истребительной авиационной дивизии (иад), 18 мая 1942 года Подгорный был назначен её командиром. 235-я иад входила в состав 1-й воздушной армии Западного фронта, 13 июня 1942 года была передана в состав 8-й воздушной армии Сталинградского фронта. 20 сентября 235-я иад была включена в состав 1-го истребительного авиационного корпуса, ещё находившегося на стадии формирования. В состав дивизии входили 3-й гвардейский, 181-й и 239-й авиаполки, на вооружении которых находились истребители Ла-5. 16 октября корпус завершил формирование, и вошёл в состав 3-й воздушной армии Калининского фронта. Корпус, вместе со всем фронтом, готовился к наступлению на великолкуском направлении (Великолукская операция), учёба молодых лётчиков совмещалась с боевыми вылетами.
В ноябре 1942 года 235-я иад была внезапно передана новому 2-му смешанному авиационному корпусу (Сталинградский фронт). В его составе 235-я иад участвовала в Сталинградской битве, лётчики дивизии совершили 4787 боевых вылетов и в 958 воздушных боях сбили 184 самолёта противника. И. Д. Подгорный лично участвовал в воздушных боях, произвел 97 боевых вылетов. 2 февраля 1943 года дивизии было присвоено почётное наименование Сталинградской.
12 февраля 1943 года Подгорный был назначен командиром 4-го истребительного авиационного корпуса (иак) в составе 2-й воздушной армии Воронежского фронта, принимал участие в оборонительном этапе Курской битвы.
18 июля 1943 года 4-й иак был передан в состав 5-й воздушной армии Степного фронта, продолжая участие в Курской битве, с 20 июля части корпуса прикрывали с воздуха наступавшие войска Степного фронта, с 3 августа 4-й иак участвовал в Белгородско-Харьковской операции Курской битвы. Позднее, командуя корпусом, Подгорный участвовал в битве за Днепр, в Кировоградской, Корсунь-Шевченковской и Уманско-Ботошанской операциях. 2 июля 1944 года 4-й иак был преобразован в 3-й гвардейский истребительный авиационный корпус, участвовал в Ясско-Кишиневской операции, за отличия в которой 15 сентября 1944 года корпусу было присвоено почётное наименование Ясского. После этого 3-й гвардейский истребительный Ясский авиационный корпус участвовал в Дебреценской, Будапештской, Балатонской, Венской, Братиславо-Брновской и Пражской операциях.
Несмотря на командные должности, Подгорный лично участвовал в воздушных боях, на 15 сентября 1944 года совершил 127 боевых вылетов, лично сбил 5 самолётов противника.
За время войны 18 раз был персонально упомянут в благодарственных в приказах Верховного Главнокомандующего.

### После войны
В 1948 году окончил Высшую военную академию имени К. Е. Ворошилова, с августа 1948 года — командир 33-го истребительного авиационного корпуса ПВО, с июня 1949 года — командующий 66-й воздушной истребительной армией ПВО, с июля 1949 года — командующий 40-й воздушной истребительной армией ПВО, с декабря 1949 года — командующий 32-й воздушной истребительной армией ПВО, с октября 1951 года — командующий 24-й воздушной армией, с мая 1954 года — командующий 52-й воздушной истребительной армией ПВО.
В январе 1958 года назначен помощником главнокомандующего Войсками ПВО страны по вузам, одновременно, с июля 1960 года — начальник вузов Войск ПВО страны, с декабря 1960 года — начальник Главного штаба Войск ПВО страны и 1-й заместитель главнокомандующего Войсками ПВО страны, с мая 1963 года — 1-й заместитель главнокомандующего Войсками ПВО страны по вопросам ПВО стран-участниц Варшавского Договора.
С сентября 1981 года — консультант Группы генеральных инспекторов Министерства Обороны СССР. С ноября 1987 года в запасе.
Депутат Верховного Совета СССР четвёртого созыва — с 14 марта 1954 года по 16 марта 1958 года.
Умер 11 ноября 1996 года. Похоронен на Кунцевском  кладбище в Москве.

## Звания
- Генерал-майор авиации — 17.03.1943;
- генерал-лейтенант авиации — 13.09.1944;
- генерал-полковник авиации — 26.01.1956.

## Награды

### РФ
- Орден Жукова (25.04.1995).

### СССР
- орден Ленина (30.12.1956)[7] ;
- орден Октябрьской Революции (23.02.1981);
- шесть орденов Красного Знамени (21.06.1940 — за бои на Халхин-Голе, 17.10.1942, 05.11.1942, 28.04.1945, 19.11.1951[7], 22.02.1968);
- орден Суворова 2-й степени (27.08.1943);
- орден Кутузова 2-й степени (13.09.1944);
- орден Богдана Хмельницкого 2-й степени (19.01.1944);
- орден Отечественной войны 1-й степени (11.03.1985 — на 40-летие Победы);
- орден Трудового Красного Знамени;
- два ордена Красной Звезды ( в том числе 05.11.1946[7]);
- орден «За службу Родине в Вооружённых Силах СССР» 3-й степени (30.04.1975);
- медаль «За отвагу» (03.06.1940 — за бои на Халхин-Голе);
- медаль «За оборону Сталинграда»;
- медаль «За оборону Ленинграда»;
- другие медали;
- знак «50 лет пребывания в КПСС»;
- иностранные награды.

Приказы (благодарности) Верховного Главнокомандующего в которых отмечен И. Д. Подгорный.
- За овладение штурмом мощными опорными пунктами обороны противника – городами Яссы, Тыргу-Фрумос, Унгены и захват более 200 других населенных пунктов. 22 августа 1944 года. № 168.
- За разгром группировки немецких войск в районе Плоешти и южнее Плоешти, вступление в город Бухарест и ликвидацию немецкой угрозы с севера столице Румынии. 31 августа 1944 года № 183.
- За форсирование реки Тисса, овладение столицей Трансильвании городом Клуж и городом Сегед – крупным хозяйственно-политическим и административным центром Венгрии. 11 октября 1944 года. № 194.
- За овладение штурмом на территории Венгрии городом и крупным железнодорожным узлом Сольнок — важным опорным пунктом обороны противника на реке Тисса. 4 ноября 1944 года. № 209.
- За полное овладение столицей Венгрии городом Будапешт – стратегически важным узлом обороны немцев на путях к Вене. 13 февраля 1945 года, № 277.
- За прорыв сильной обороны немцев в горах Вэртэшхедьшэг, западнее Будапешта, разгром группы немецких войск в районе Естергома, овладение городами Естергом, Несмей, Фельше-Галла, Тата и захват более 200 других населенных пунктов. 25 марта 1945 года. № 308.
- За овладение городами Дьер и Комаром – важными опорными пунктами обороны немцев на венском направлении. 28 марта 1945 года. № 315.
- За форсирование рек Грон и Нитра, прорыв обороны противника по западным берегам этих рек и овладение городами Комарно, Нове-Замки, Шураны, Комьятице, Врабле — сильными опорными пунктами обороны немцев на братиславском направлении. 30 марта 1945 года. № 318.
- За овладение городом Нитра, форсирование реки Ваг и захват с боем города Галанта – важного узла дорог на путях к Братиславе. 31 марта 1945 года. № 323
- За овладение городами Трнава, Глоговец, Сенец — важными узлами дорог и опорными пунктами обороны немцев, прикрывающими подступы к Братиславе. 1 апреля 1945 года. № 326.
- За овладение штурмом важным промышленным центром и главным городом Словакии Братислава — крупным узлом путей сообщения и мощным опорным пунктом обороны немцев на Дунае. 4 апреля 1945 года. № 330.
- За овладение городами и важными железнодорожными узлами Малацки и Брук, одновременно войска фронта с боем заняли города Превидза и Бановце — сильные опорные пункты обороны немцев в полосе Карпат. 5 апреля 1945 года. № 331.
- За овладение столицей Австрии городом Вена — стратегически важным узлом обороны немцев, прикрывающим пути к южным районам Германии. 13 апреля 1945 года. № 334.
- За овладение на территории Чехословакии городом Годонин – важным узлом дорог и сильным опорным пунктом обороны немцев на западном берегу реки Морава. 13 апреля 1945 года. № 335.
- За окружение и разгром группы немецких войск, пытавшихся отступить от Вены на север, и овладение при этом городами Корнейбург и Флоридсдорф — мощными опорными пунктами обороны немцев на левом берегу Дуная. 15 апреля 1945 года. № 337.
- За овладение центром нефтеносного района Австрии городом Цистерсдорф. 17 апреля 1945 года. № 338.
- За овладение крупным промышленным центром Чехословакии городом Брно (Брюн) — важным узлом дорог и мощным опорным пунктом обороны немцев. 26 апреля 1945 года. № 345.
- За овладение в Чехословакии городами Яромержице и Зноймо и на территории Австрии городами Голлабрунн и Штоккерау — важными узлами коммуникаций и сильными опорными пунктами обороны немцев. 8 мая 1945 года. № 367

## Документы
- Общедоступный электронный банк документов «Подвиг Народа в Великой Отечественной войне 1941—1945 гг.» Дата обращения: 9 апреля 2013. Архивировано из оригинала 13 марта 2012 года.

Комплект наградных документов на орден Красного Знамени (приказ от 05.11.1942). Дата обращения: 9 апреля 2013. Архивировано 21 апреля 2013 года.
Указ ПВС СССР от 28.04.1945 о награждении орденом Красного Знамени. Дата обращения: 9 апреля 2013. Архивировано 21 апреля 2013 года.
Указ ПВС СССР от 30.04.1945 о награждении орденом Красного Знамени. Дата обращения: 9 апреля 2013. Архивировано 21 апреля 2013 года.
Указ ПВС СССР о награждении орденом Суворова 2 степени. Дата обращения: 9 апреля 2013. Архивировано 21 апреля 2013 года.
Комплект наградных документов на орден Кутузова 2 степени. Дата обращения: 9 апреля 2013. Архивировано 21 апреля 2013 года.
Указ ПВС СССР о награждении орденом Богдана Хмельницкого 2 степени. Дата обращения: 9 апреля 2013. Архивировано 21 апреля 2013 года.
Информация о вручении ордена Отечественной войны 1 степени из карточки награждённого к 40-летию Победы. Дата обращения: 9 апреля 2013. Архивировано 21 апреля 2013 года..